# Christophe Nduwarugira
Christophe Nduwagira (Bujumbura, 22 giugno 1994) è un calciatore burundese, centrocampista del Borneo e della nazionale burundese.

## Caratteristiche tecniche
È un mediano.

## Carriera

### Club
Ha giocato nella seconda divisione portoghese.

### Nazionale
Ha esordito con la nazionale burundese il 25 novembre 2012 in un incontro vinto 5-1 contro la Somalia, match in cui ha siglato una doppietta.

## Statistiche

### Cronologia presenze e reti in nazionale
| Cronologia completa delle presenze e delle reti in nazionale ― Burundi | Cronologia completa delle presenze e delle reti in nazionale ― Burundi | Cronologia completa delle presenze e delle reti in nazionale ― Burundi | Cronologia completa delle presenze e delle reti in nazionale ― Burundi | Cronologia completa delle presenze e delle reti in nazionale ― Burundi | Cronologia completa delle presenze e delle reti in nazionale ― Burundi | Cronologia completa delle presenze e delle reti in nazionale ― Burundi | Cronologia completa delle presenze e delle reti in nazionale ― Burundi |
| Data                                                                   | Città                                                                  | In casa                                                                | Risultato                                                              | Ospiti                                                                 | Competizione                                                           | Reti                                                                   | Note                                                                   |
| ---------------------------------------------------------------------- | ---------------------------------------------------------------------- | ---------------------------------------------------------------------- | ---------------------------------------------------------------------- | ---------------------------------------------------------------------- | ---------------------------------------------------------------------- | ---------------------------------------------------------------------- | ---------------------------------------------------------------------- |
| 25-11-2012                                                             | Kampala                                                                | Burundi                                                                | 5 – 1                                                                  | Somalia                                                                | Coppa CECAFA 2012                                                      | 2                                                                      | 35’ 83’                                                                |
| 28-11-2012                                                             | Kampala                                                                | Tanzania                                                               | 0 – 1                                                                  | Burundi                                                                | Coppa CECAFA 2012                                                      | -                                                                      |                                                                        |
| 3-12-2012                                                              | Kampala                                                                | Burundi                                                                | 0 – 0                                                                  | Zanzibar                                                               | Coppa CECAFA 2012                                                      | -                                                                      |                                                                        |
| 7-7-2013                                                               | Bujumbura                                                              | Burundi                                                                | 1 – 1                                                                  | Sudan                                                                  | CHAN 2014                                                              | -                                                                      |                                                                        |
| 28-7-2013                                                              | Omdurman                                                               | Sudan                                                                  | 1 – 1                                                                  | Burundi                                                                | CHAN 2014                                                              | -                                                                      |                                                                        |
| 28-11-2013                                                             | Machakos                                                               | Burundi                                                                | 2 – 0                                                                  | Somalia                                                                | Coppa CECAFA 2013                                                      | 1                                                                      | 41’                                                                    |
| 1-12-2013                                                              | Nairobi                                                                | Zambia                                                                 | 1 – 0                                                                  | Burundi                                                                | Coppa CECAFA 2013                                                      | -                                                                      |                                                                        |
| 4-12-2013                                                              | Nakuru                                                                 | Tanzania                                                               | 1 – 0                                                                  | Burundi                                                                | Coppa CECAFA 2013                                                      | -                                                                      |                                                                        |
| 18-12-2013                                                             | Mombasa                                                                | Zambia                                                                 | 0 – 0                                                                  | Burundi                                                                | Coppa CECAFA 2013                                                      | -                                                                      |                                                                        |
| 14-1-2014                                                              | Polokwane                                                              | Gabon                                                                  | 0 – 0                                                                  | Burundi                                                                | CHAN 2014                                                              | -                                                                      | 53’                                                                    |
| 18-1-2014                                                              | Polokwane                                                              | Burundi                                                                | 3 – 2                                                                  | Mauritania                                                             | CHAN 2014                                                              | 1                                                                      | 61’ 88’                                                                |
| 22-1-2014                                                              | Polokwane                                                              | Burundi                                                                | 1 – 2                                                                  | RD del Congo                                                           | CHAN 2014                                                              | -                                                                      | 57’                                                                    |
| 18-5-2014                                                              | Bujumbura                                                              | Burundi                                                                | 0 – 0                                                                  | Botswana                                                               | Qual. Coppa d'Africa 2015                                              | -                                                                      |                                                                        |
| 1-6-2014                                                               | Lobatse                                                                | Botswana                                                               | 1 – 0                                                                  | Burundi                                                                | Qual. Coppa d'Africa 2015                                              | -                                                                      |                                                                        |
| 21-11-2015                                                             | Addis Abeba                                                            | Burundi                                                                | 1 – 0                                                                  | Zanzibar                                                               | Coppa CECAFA 2015                                                      | -                                                                      | 78’                                                                    |
| 25-11-2015                                                             | Auasa                                                                  | Kenya                                                                  | 1 – 1                                                                  | Burundi                                                                | Coppa CECAFA 2015                                                      | -                                                                      |                                                                        |
| 28-11-2015                                                             | Auasa                                                                  | Uganda                                                                 | 1 – 0                                                                  | Burundi                                                                | Coppa CECAFA 2015                                                      | -                                                                      |                                                                        |
| 28-3-2016                                                              | Bujumbura                                                              | Burundi                                                                | 1 – 3                                                                  | Namibia                                                                | Qual. Coppa d'Africa 2017                                              | -                                                                      |                                                                        |
| 29-3-2016                                                              | Windhoek                                                               | Namibia                                                                | 1 – 3                                                                  | Burundi                                                                | Qual. Coppa d'Africa 2017                                              | -                                                                      |                                                                        |
| 4-6-2016                                                               | Bujumbura                                                              | Burundi                                                                | 0 – 2                                                                  | Senegal                                                                | Qual. Coppa d'Africa 2017                                              | -                                                                      |                                                                        |
| 12-9-2023                                                              | Garoua                                                                 | Camerun                                                                | 3 – 0                                                                  | Burundi                                                                | Qual. Coppa d'Africa 2023                                              | -                                                                      |                                                                        |
| 19-11-2023                                                             | Dar-es-Salaam                                                          | Burundi                                                                | 1 – 2                                                                  | Gabon                                                                  | Qual. Mondiali 2026                                                    | -                                                                      |                                                                        |
| 21-3-2025                                                              | Meknes                                                                 | Burundi                                                                | 0 – 1                                                                  | Costa d'Avorio                                                         | Qual. Mondiali 2026                                                    | -                                                                      |                                                                        |
| Totale                                                                 |                                                                        | Presenze                                                               | 23                                                                     |                                                                        | Reti                                                                   | 4                                                                      |                                                                        |